# Yulindian (köpinghuvudort i Kina, Shandong Sheng, lat 37,28, long 121,62)
Yulindian (kinesiska: 玉林店, 玉林店镇) är en köpinghuvudort i Kina. Den ligger i provinsen Shandong, i den östra delen av landet, omkring 420 kilometer öster om provinshuvudstaden Jinan. Antalet invånare är 17 909. Befolkningen består av 8 821 kvinnor och 9 088 män. Barn under 15 år utgör 7,0 %, vuxna 15-64 år 75 %, och äldre över 65 år 17,0 %.
Runt Yulindian är det tätbefolkat, med 762 invånare per kvadratkilometer. Närmaste större samhälle är Ninghai, 11,9 km norr om Yulindian. Trakten runt Yulindian består till största delen av jordbruksmark.
Genomsnittlig årsnederbörd är 743 millimeter. Den regnigaste månaden är juli, med i genomsnitt 227 mm nederbörd, och den torraste är januari, med 13 mm nederbörd.